# Domb
A domb a hegynél alacsonyabb, a halomnál magasabb kiemelkedés, amelyet többnyire minden oldalról lejtők vesznek körül. (A halom és a hegy közti méret 30 méternél magasabb, de 200-300 méternél alacsonyabb kiemelkedést jelöl.) Jellemzően lejtős természetük miatt alapterületük viszonylag nagyobb; a dombtető pedig rendszerint nem egyetlen különálló, kiszögellő pontot jelent, hanem kiterjedtebb területet.
Magasságuk megállapításakor nem a térképen feltüntetett, tengerszint feletti (abszolút) magasságot, hanem a környezetükhöz viszonyított (relatív) magasságot veszik figyelembe. (Ezt például a szintvonalak segítségével lehet megállapítani.)
A kisebb magasság és a lejtős jelleg együttesen határozza meg a dombot.
Alacsonyabb kiemelkedéseket is hegynek nevezünk azonban, ha környezetükből meredeken és eléggé feltűnően kiemelkednek (például Gellért-hegy, Tapolcai-medence tanúhegyei).

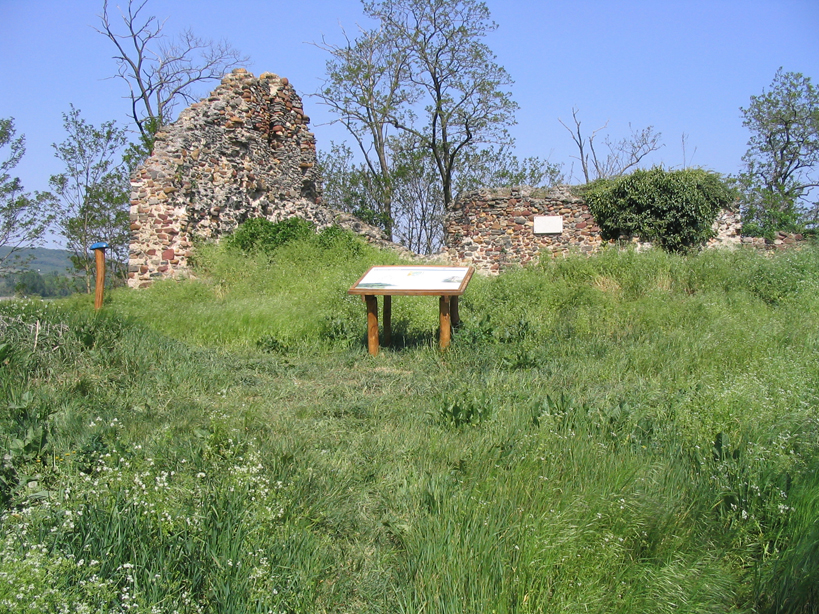
Kerekikáli-domb

A dombok összességét, ha együttesen fordulnak elő, dombságnak nevezzük. Például Gödöllői-dombság, Somogyi-dombság, Dunántúli-dombság, Zalai-dombság, Szekszárdi-dombság.